# Außenhandelsverband für Mineralöl und Energie
Der AFM+E (ehemals AFM), mit vollem Namen Allianz für Mobilität und Energie, ist eine Interessenvertretung unabhängiger Energiehändler und -importeure aus den Bereichen Mineralöl, Biokraftstoffe, Strom und Gas in Deutschland.
Gemeinsam mit anderen Partnerverbänden des mittelständischen Mineralöl- und Energiehandels ist der AFM+E im Dachverband MEW Mittelständische Energiewirtschaft Deutschland e.V., Berlin vertreten.
Ebenso ist der AFM+E in folgenden Organisationen Mitglied: UPEI, Forum für Zukunftsenergien, Institut für Wärme und Oeltechnik e.V. und der DGMK Deutsche Wissenschaftliche Gesellschaft für Erdöl, Erdgas und Kohle e.V.

## Geschichte
Die Gründung geht auf das Jahr 1960 zurück und fand unter dem Namen AFM (Außenhandelsverband für Mineralöl) in Hamburg statt.
Im Jahr 2000 wurde das Aufgabenspektrum des Verbandes aufgrund der Liberalisierung des Energiemarktes in Deutschland über Mineralöl hinaus auf Gas und Strom erweitert. So entstand die damalige Namensgebung Aussenhandelsverband für Mineralöl und Energie.
Im Jahr 2024 benannte sich der Verband in Allianz für Mobilität und Energie e.V. um.

## Aufgaben
Folgende Themenbereiche zählen u. a. zum Aufgabenbereich des Verbandes:
1. die Harmonisierung der deutschen und europäischen Energiepolitik
2. die Gewährleistung der Versorgungssicherheit in freiem Wettbewerb
3. eine vernünftige Umweltgesetzgebung
4. sinnvolle Maßnahmen zur Krisenvorsorge und -bewältigung
5. die Beobachtung der steuerlichen Entwicklung (z. B. Mehrwertsteuer, Mineralölsteuer, Öko-Steuer)

## Mitglieder
Mitgliedsunternehmen sind unter anderem:
- BayWa AG[6]
- Antares Petrol
- AVIA AG
- BMV Mineralöl Versorgungsgesellschaft mbH[7]
- Bomin Deutschland[8]
- CropEnergies[9]
- DLH Fuel Company mbH
- DS-MINERALÖL GMBH[10]
- Gazprom Neft Trading GmbH[11]
- Germania Petrol GmbH
- HGM Energy[12]
- Innospec Deutschland GmbH
- Mabanaft Deutschland[13]
- Mitsui & Co. Deutschland GmbH
- North Sea Group Germany GmbH
- Orlen Deutschland GmbH
- Q1 Energie AG[14]
- Roth Energie[15]
- Varo Energy Germany GmbH[16]
- Verbio[17]